# Yeşim Bostan
Yeşim Bostan (24 de mayo de 1995) es una deportista turca que compitió en tiro con arco, en la modalidad de arco compuesto.
Ganó una medalla de plata en el Campeonato Mundial de Tiro con Arco al Aire Libre de 2017 y una medalla de plata en el Campeonato Mundial de Tiro con Arco en Sala de 2018.
Además, obtuvo una medalla de bronce en los Juegos Europeos de Minsk 2019, seis medallas en el Campeonato Europeo de Tiro con Arco al Aire Libre entre los años 2014 y 2022, y una medalla de bronce en el Campeonato Europeo de Tiro con Arco en Sala de 2019.

## Palmarés internacional
| Campeonato Mundial al Aire Libre | Campeonato Mundial al Aire Libre | Campeonato Mundial al Aire Libre | Campeonato Mundial al Aire Libre |
| Año                              | Lugar                            | Medalla                          | Prueba                           |
| -------------------------------- | -------------------------------- | -------------------------------- | -------------------------------- |
| 2017                             | Ciudad de México (México)        | Medalla de plata                 | Individual                       |
| Campeonato Mundial en Sala       |                                  |                                  |                                  |
| Año                              | Lugar                            | Medalla                          | Prueba                           |
| 2018                             | Yankton (Estados Unidos)         | Medalla de plata                 | Individual                       |
| Juegos Europeos                  |                                  |                                  |                                  |
| Año                              | Lugar                            | Medalla                          | Prueba                           |
| 2019                             | Minsk (Bielorrusia)              | Medalla de bronce                | Equipo mixto                     |
| Campeonato Europeo al Aire Libre |                                  |                                  |                                  |
| Año                              | Lugar                            | Medalla                          | Prueba                           |
| 2014                             | Echmiadzin (Armenia)             | Medalla de bronce                | Equipo                           |
| 2016                             | Nottingham (Reino Unido)         | Medalla de oro                   | Equipo                           |
| 2018                             | Legnica (Polonia)                | Medalla de oro                   | Equipo                           |
| 2018                             | Legnica (Polonia)                | Medalla de plata                 | Individual                       |
| 2022                             | Múnich (Alemania)                | Medalla de bronce                | Equipo                           |
| 2022                             | Múnich (Alemania)                | Medalla de bronce                | Equipo mixto                     |
| Campeonato Europeo en Sala       |                                  |                                  |                                  |
| Año                              | Lugar                            | Medalla                          | Prueba                           |
| 2019                             | Samsun (Turquía)                 | Medalla de bronce                | Equipo                           |